# Аугуст Гризебах
Аугуст Хайнрих Рудолф Гризебах (на немски: Heinrich August Rudolf Grisebach, както и August Heinrich Rudolph Grisebach) е виден немски ботаник и пътешественик. Професор в Гьотингенския университет. Член на Академия Леополдина. Смятан е за основоположник на географията на растенията (фитогеография) като самостоятелна научна дисциплина. Неговото ботаническо авторско съкращение е Griseb.  
Трудът му Reise durch Rumelien und nach Brussa im Jahre 1839 е важен извор за историята на българските земи, границите на разпространение на българския език в Македония и българския бит. 

## Биография
Роден е на 17 април 1814 г. в Хановер. От 1832 г. учи медицина и естествени науки в университета в Гьотинген, а от 1834 г. – в университета в Берлин, където получава докторска степен (1836). От 1837 г. е частен доцент по ботаника в Гьотингенския университет. Въз основа на систематични и географски изследвания публикува първата си голяма монография: Genera et species Gentianearum adjectis observationibus quibusdam phytogeographicis (1839).
Осъществява голямо научно пътуване в Османската империя. От Виена минава през Цариград до Бурса, оттам обратно до Цариград и през Родосто през Тракия до Света гора и до Солун. При по-нататъшното си пътуване през Македония и Албания до Скутари минава през области, които по това време все още са научно неизследвани.
Описва пътуването си през 1841 г. в Reise durch Rumelien und nach Brussa im Jahre 1839, двутомник. Този труд е важен извор за историята на българските земи. В него той пише за границите на разпространение на българския език и за бита на българите в Македония. Резултатите от ботаническите си изследвания при пътуването си излага в двутомния труд Spicilegium florae Rumelicae et Bithynicae, в които описва голям брой растителни видове от Балканите, нови за науката. Сред по-известните от тях са балканските ендемити бяла мура (Pinus peuce) и пирински чай (Sideritis scardica).
С публикуването на първия том през 1841 година Гризебах е назначен за доцент по обща естествена история в медицинския факултет в Гьотинген.
От 1844 г. Аугуст Гризебах е член на немската академия по естествени науки Леополдина. През 1847 г. става редовен професор в Гьотинген. От 1851 г. е редовен член на Академията на науките в Гьотинген, от 1861 г. – чуждестранен член на Баварската академия на науките, от 1874 г. – член-кореспондент на Пруската академия на науките в Берлин.

## Гризебах за областтаМакедония
Аугуст Гризебах очертава границите на разпространение на етносите и на трите основни езика в Македония: български, гръцки и албански. Описва заминаването си от Солун, наблюденията и проучванията си:
| „ | Пред Вардарската порта ни срещнаха многобройни върволици селяни в българска носия, които караха хранителни стоки в града за продан. На запад от Солун гръцкият език не се чува повече и оттук до албанската гранична планина живеят българи“. Според събраните от мен сведения границите на преобладаващите в Румелия народни езици са приблизително следните. Гръцкият език е разпространен в приблизително същите области, в които в древността се е говорело елински, а именно на полуострова до Епир и Македония, на архипелага и неговите азиатски и европейски брегове. Днес той се говори в Албания изобщо южно от Янина; оттам северната граница върви по планинската верига – между Тесалия и Македония до Олимп, описва една тясна брегова ивица до Солун, обръща се по-нататък към Серес [Сяр] и тогава съвпада до меридиана на Адрианопол [Одрин] с южната основна верига на Родопа; накрая цялата южно и югоизточно от този град разположена територия до Мраморно море и пролиеите е предимно гръцка. Тази линия, която докосва Егейско море само при Солун, е същевременно с изключение на Албания южната граница на славянските езици, които са разпространени оттам до Дунава. Българският обхваща южната и източната, сръбският – северната и западната част на този район, но границата между тези две дъщери на славянския род не би могла да бъде точно определена. < ... >Районът на третия основен език в Румелия, албанския. Той се простира от Янина до Бели Дрин или малко над 42° ширина. <...> Там ме увериха, че най-добрият албански се говори в Елбасан, най-чистият български обаче в македонския район на Тиквеш, който се пресича от пътя от Юскуб [Скопие] към Солун. Още едно разяснение за албанския. Естествената източна граница на този език е Пинд, който както по-късно ще се изясни, прекъснат само от едно, известно от Лийк врязване на Девол, и един нисък проход при Охрид, се простира в една еднородна основна верига до Косово поле, или малко над 42° ширина на север. Тъй като обаче албанците, предпочитайки животновъдството пред земеделието и свободния планински живот пред всичко, са се постарали да се заселят в по-високо разположените части на страната, то често не гребена на тази планина, а периферията на низината в нейните източни подножия е границата между албанци и българи или най-малкото на източния склон на северен Пинд са разположени албански села сред българските. | “ |

## Трудове
- Reise durch Rumelien und nach Brussa im Jahre 1839.  Göttingen 1841. (Digitalisate aus dem Bestand des Institut für Ost- und Südosteuropaforschung|Instituts für Ost- und Südosteuropaforschung: Teil 1 Архив на оригинала от 2021-02-18 в Wayback Machine., Teil 2 Архив на оригинала от 2021-02-18 в Wayback Machine.)
- Spicilegium Florae rumelicae et bithynicae, exhibens synopsin plantarum quas aest. 2 Bande. 1839 legit. Brunsvigae: F. Vieweg, 1843–1844
- Die Vegetation der Erde nach Ihrer Klimatischen Anordnung (The Earth's vegetation after its climatic arrangement), 1872 (1st Edition), 1884 (2nd Edition).
- Plantae Wrightianae e Cuba Orientali at Botanicus
- Catalogus plantarum cubensium, 1866, at Botanicus
- Grisebach, A. (1857) Systematische Untersuchungen über die Vegetation der Karaiben, inbesondere der Insel Guadeloupe. Göttingen, Verlag der Dieterichschen Buchhandlung.
- Flora of the British West Indian Islands, Lovell Reeve & Co., London, 1864